# Rafa Paz
Rafael Paz Marín (Puebla de Don Fadrique, Granada, 2 de agosto de 1965), deportivamente conocido como Rafa Paz,  es un exfutbolista español. Rafa Paz comenzó jugando en el CD Huéscar. Tras un año en este club, pasa a jugar en las categorías inferiores del club Granada 74. Su trayectoria en este club le permitió ser seleccionado para la selección granadina juvenil. Los ojeadores del Sevilla FC lo descubrieron en el campeonato juvenil de selecciones de Andalucía. Esto hizo que llegase al Sevilla F. C. 
Desarrolló la mayor parte de su carrera profesional con el Sevilla FC en la Primera División de España y fue internacional con la selección española. Participó en el mundial de Italia 90, siendo, hasta ahora, el único jugador granadino que ha participado en un mundial de fútbol.

## Trayectoria
Formado en las categorías inferiores del Club Granada 74 se incorporó al Sevilla FC en edad juvenil.Su brillante trayectoria  en las categorías inferiores del Sevilla FC propició que fuera seleccionado para las distintas categorías de la selección española de fútbol, llegando a ser subcampeón del mundo juvenil (Mundial de fútbol juvenil de Rusia 1985).
El 9 de septiembre de 1984, cuando todavía jugaba en el Sevilla Atlético, Manolo Cardo le hizo debutar en Primera División, como titular, ante el Athletic Club. La siguiente campaña volvió a disputar un partido en la máxima categoría. Su salto definitivo del filial al primer equipo lo dio la temporada 1985/86, cuando el técnico escocés Jock Wallace lo convirtió en titular indiscutible en la banda derecha.
A partir de esa temporada fue una pieza fija en el equipo sevillista, hasta que abandonó la entidad el verano de 1997, tras el descenso del equipo a Segunda División. En total, disputó 340 partidos de liga y anotó 35 goles con el equipo hispalense. Sus mayores éxitos llegaron las temporadas 1989/90 y 1994/95, con la clasificación para la Copa de la UEFA, tras finalizar la liga en sexta y quinta posición, respectivamente.
Terminado su contrato con el Sevilla FC, en julio de 1997 se marchó a México para incorporarse al Atlético Celaya, donde coincidió con otros internacionales españoles como Emilio Butragueño y Rafael Martín Vázquez. Se retiró un año más tarde, en 1998.
Tras colgar las botas, ha seguido vinculado al balompié, dirigiendo escuelas de fútbol y jugando la liga indoor con el equipo de veteranos del Sevilla FC.
Actualmente dirige una escuela de Fútbol base con más de cien alumnos que lleva su nombre (U.D. Mairena del Aljarafe/Rafa Paz) en la localidad de Mairena del Aljarafe, donde ejerce de director.

## Selección nacional
Fue internacional en siete ocasiones con la selección de fútbol de España. Debutó el 21 de febrero de 1990, en un partido amistoso ante Checoslovaquia en Alicante. Ese mismo año el seleccionador Luis Súarez le incluyó en el combinado español que participó en el Mundial de Italia. Disputó dos encuentros del torneo.
Fue también internacional español con las selecciones sub-21 y sub-19. Con esta última fue subcampeón del mundo de la categoría en 1985.

### Participaciones en Copas del Mundo
| Mundial                        | Sede   | Resultado        |
| ------------------------------ | ------ | ---------------- |
| Copa Mundial de Fútbol de 1990 | Italia | Octavos de final |

## Clubes
| Club             | País   | Ano       |
| ---------------- | ------ | --------- |
| Sevilla Atlético | España | 1984−1986 |
| Sevilla FC       | España | 1984−1997 |
| Atlético Celaya  | México | 1997−1998 |